# Recanati (stolica tytularna)
Recanati (łac. Recinetensis) – stolica historycznej diecezji w Italii erygowanej 22 maja 1240, a włączonej w 1986 w skład diecezji Macerata. 
Współczesne miasto Recanati w prowincji Macerata we Włoszech. Od 17 grudnia 2022 biskupstwo tytularne ustanowione przez papieża Franciszka.

## Biskupi tytularni
| Lp. | Biskup                                          | Funkcja                                   | Od               | Do |
| --- | ----------------------------------------------- | ----------------------------------------- | ---------------- | -- |
| 1   | Diego Giovanni Ravelli (arcybiskup ad personam) | Mistrz papieskich ceremonii liturgicznych | 21 kwietnia 2023 |    |